# Newport (Isle of Wight)
Newport is een stad (town) en civil parish in de unitary authority Isle of Wight, in het Engelse graafschap Wight. Het is de hoofdplaats ("county town") van Wight. Tot 1974 was het een afzonderlijke gemeente (Newport Borough). Sinds 2008 heeft Newport weer een eigen lokaal bestuur in de vorm van de civil parish. In 2011 telde de parish 25.496 inwoners.

## Geboren
- Craig Douglas (12 augustus 1941), popzanger
- Kelly Sotherton (13 november 1976), meerkampster

Arreton · Bembridge · Brading · Brighstone · Calbourne · Chale · Cowes · East Cowes · Fishbourne · Freshwater · Gatcombe · Godshill · Gurnard · Havenstreet and Ashey · Lake · Nettlestone and Seaview · Newchurch · Newport · Niton and Whitwell · Northwood · Rookley · Ryde · Sandown · Shalfleet · Shanklin · Shorwell · St Helens · Totland · Ventnor · Whippingham · Wootton Bridge · Wroxall · Yarmouth